# Eötvös család (sárvári)
A sárvári nemes és báró Eötvös család egy a 18. században nemességet nyert magyar család.

## Története
A dunántúli származású család első ismert felmenője Eötvös Pál, aki 1757. július 18-án kapott nemességet Mária Teréziától, majd a Vas vármegyében található Sárvár községről vette előnevét. Egyik leszármazottja, József, aki a királyi hétszemélyes tábla ülnöke és közbíró volt, 1867. március 6-án Ferenc József császár és király bárói méltósággal ruházta fel.
Címere az 1867-es bárói címerlevél szerint: "Egy álló vitézvért, két kék, egy ezüst és egy veres mezőre osztva; az első ezüstmezőben jobbra néző egyfejű fekete sas emelkedik, a második kék mezőben hátulsó lábain lépdelő aranyoroszlán fölemelt jobb előmarkában meztelen kardot villogtat maga fölött; a harmadik hasonló kék mezőben, a talapzat hosszában vonuló zöld gyepen ezüstös négyszeg-kövekből épített vártorony áll, melyet zárt kapuval ellátott kőfal környez és fölötte arany nap ragyog; a negyedik veres mezőben zöld pázsiton két bekötött, aranymetszetű könyv van egymásra téve, melyek fölött szájában zöld levelű olajágat tartó fehér galamb repül előre. A vért felső szélén bárói korona (hétgombos), s ezen koronázott, nyílt lovagsisak nyugszik, jobbra vörös-ezüst, balra kék-arany sisaktakarókkal; a sisak koronájából jobbra tekintő aranyszarvú, -körmű és -sörényű fekete egyszarvú emelkedik; vértőrökül jobbra hasonló egyszarvú, balra arany nyakörvös, fehér agár a vért alatti aranyszínű arabeszklépcsőn áll, mely körül két szalag vonódik s azon arany, nagy betűkkel e jelmondat van írva: FIDE ET LEGE."